# Musaranya de muntanya vietnamita
La musaranya de muntanya vietnamita (Episoriculus macrurus) és una espècie de mamífer de la família de les musaranyes que es troba a Myanmar, la Xina, el Nepal i el Vietnam.